# Jedidiah
Jedidiah ist ein männlicher Vorname.

## Herkunft und Bedeutung
Beim Namen Jedidiah handelt es sich um eine Variante des hebräischen Namens יְדִידְיָהּ jədîdjāh.

## Verbreitung
Der Name Jedidiah [d͡ʒɛd.ɪ.ˈdaɪ̯.ə] war vor allem bei den Puritanern beliebt, geriet dann jedoch außer Mode. Heute wird er nur selten vergeben. In den USA erlebte der Name zunächst Ende der 1970er bis Anfang der 1990er Jahre einen Aufschwung an Beliebtheit. Dabei zählte er von 1977 bis 1990 sowie im Jahr 1993 zu den 1000 meistgewählten Jungennamen. Mit Rang 625 erreichte der Name seine höchste Popularität dieses Zeitraums im Jahr 1979. Erst im Jahr 2010 trat er erneut in die Top-1000 der Vornamenscharts ein. Mit Rang 689 im Jahr 2017 konnte er teilweise an die Beliebtheit der 1970er und 1980er Jahre anknüpfen. Seitdem sank die Popularität des Namens jedoch, sodass er im Jahr 2023 auf Rang 878 der Vornamenscharts stand.
In England und Wales trat er Name im Jahr 2023 mit Rang 929 in die Hitliste der 1000 meistgewählten Jungennamen ein.

## Varianten
Zum Namen existiert die Nebenform Jedediah.
Für weitere Varianten: siehe Jedidja (Name)#Varianten

## Namensträger

### Jedidiah
- Jedidiah Amoako-Ackah (* 1991), ghanaisch-britischer Bahnradsportler
- Jedidiah Goodacre (* 1989), kanadischer Schauspieler und Synchronsprecher
- Jedidiah Morse (1761–1826), US-amerikanischer calvinistischer Geistlicher und Geograph
- Jedidiah Zayner (* 1984), US-amerikanischer Fußballspieler

Weiterer Vorname
- Stanley Jedidiah Samartha (1920–2001), südindischer protestantischer Theologe
- Winzar Jedidiah Shadrack Earl Elijah Jerusa Dibanga Evan-Gel Jasper alon Onesimus Zech-Christolo Kakiouea (* 2001), nauruischer Leichtathlet

### Jedediah
- Jedediah Bila (* 1979), US-amerikanische Journalistin und Fernsehmoderatorin
- Jedediah Slason Carvell (1832–1894), kanadischer Politiker, Vizegouverneur von Prince Edward Island
- Jedediah Hotchkiss (1828–1899), US-amerikanischer Kartograph, Major in der Armee der Konföderierten Staaten von Amerika
- Jedediah Smith († 1831), US-amerikanischer Trapper, Entdecker, Pelzhändler
- Jedediah K. Smith (1770–1828), US-amerikanischer Politiker
- Jedediah Strutt (1726–1797), britischer Textilindustrieller und Erfinder
- Jedediah Perkins Ladd (1828–1894), US-amerikanischer Anwalt und Politiker, der State Auditor von Vermont war